# Agència de la Unió Europea per a la Ciberseguretat
L'Agència de la Unió Europea per a la Ciberseguretat (ENISA) és una agència de la Unió Europea (EU) que vetlla pel bon funcionament de les xarxes de comunicació així com la seva seguretat. És un organisme especialitzat en ciberseguretat. Té la seu a Càndia i una oficina a Atenes (Grècia), i ofereix assistència als Estats membres de la UE, la Comissió i tots els interessats en la prevenció i l'actuació davant els problemes de seguretat de les xarxes i la informació.

## Història
Fou creada el 2004 pel Consell de la Unió Europea i el Parlament Europeu, entrant en funcionament a partir de l'1 de setembre de 2005. Té la seu a la ciutat grega de Càndia, població situada a l'illa de Creta i anomanada avui en dia Heràkleion.
El seu actual director executiu és Andrea Pirotti.

## Funcions
L'objectiu d'aquesta agència és millorar la xarxa i la seguretat de la informació en el si de la Unió Europea. L'agència ha de contribuir al desenvolupament d'una cultura de les xarxes i de seguretat de la informació en benefici dels ciutadans, els consumidors, les empreses i les organitzacions del sector públic de la Unió Europea, i, en conseqüència, contribuirà a facilitar el funcionament del mercat interior de la UE.
Aquesta agència treballa al costat de la Comissió Europea, els Estats membres i, en conseqüència, la comunitat empresarial en el compliment dels requisits de la xarxa i la seguretat de la informació, inclòs el present i el futur de la legislació comunitària. En última instància aquesta agència s'esforça a servir com a centre de coneixements especialitzats, tant als Estats membres i les institucions de la UE per obtenir assessorament sobre qüestions relacionades amb les xarxes i de seguretat de la informació.